# Éléonora
Éléonora (Eleonora) est une nouvelle d'Edgar Allan Poe publiée pour la première fois en septembre 1841. Traduite en français par Charles Baudelaire, elle fait partie du recueil Histoires grotesques et sérieuses.